# إبراهام ميغيل كاردوسو
إبراهام ميغيل كاردوسو (بالإسبانية: Abraham Miguel Cardoso)‏ هو كاتب ومؤلف إسباني، ولد في 1626 في ريوسيكو دي سوريا في إسبانيا، وتوفي في 1706 في القاهرة في مصر.